# Рука из Ирулеги
Рука из Ирулеги или рука Ирулеги (исп. Mano de Irulegui, баск. Irulegiko Eskua) — артефакт, найденный на месте поселения I века до н. э. недалеко от руин замка Ирулеги в Лакидайне (муниципалитет Арангурен, Наварра, Испания).
Представляет собой бронзовую пластину в форме кисти руки, на тыльной стороне которой находится четырёхстрочная надпись, сделанная палеоиспанским письмом и написанная, по мнению специалистов, на протобаскском языке.
Раскопки поселения проводило Научное общество Арансади под руководством Матьина Айестарана. Рука из Ирулеги была найдена в 2021 году и представлена публике в ноябре 2022 года как самый древний письменный памятник протобаскского языка.

## Раскопки
В 2017 году, во время реставрации средневекового замка Ирулеги, представители Научного общества Арансади обнаружили у подножия замка следы поселения, датируемого I веком до нашей эры. Поселение располагалось на территории, которую классические источники описывают как заселённую васконами, и было заброшено после пожара, произошедшего в ходе Серторианской войны.
Рука из Ирулеги была найдена археологом Лейре Малькоррой 18 июня 2021 года под глинобитными стенами домов, разрушенных во время Серторианской войны, и передана на хранение в Департамент реставрации правительства Наварры.
| - Место раскопок - Фотография артефакта на месте раскопок |

18 января 2022 года в процессе очистки и реставрации, проведённой Кармен Усуа, на поверхности артефакта были обнаружены царапины и точки, которые при детальном рассмотрении привели к обнаружению текста. Усуа отметила, что материал и патина не оставляют сомнений в датировке артефакта (в отличие от находок в Ирунья-Велее, признанных подделкой) и что весь процесс раскопок, очистки и хранения руки из Ирулеги постоянно контролировался.
Надпись изучалась и интерпретировалась специалистами по палеоиспанской эпиграфике и индоевропейской лингвистике Хавьером Веласой и Хоакином Горрочатеги.
14 ноября 2022 года правительство Наварры и Научное общество Арансади официально сообщили о находке, сделанной на указанном участке.

## Описание

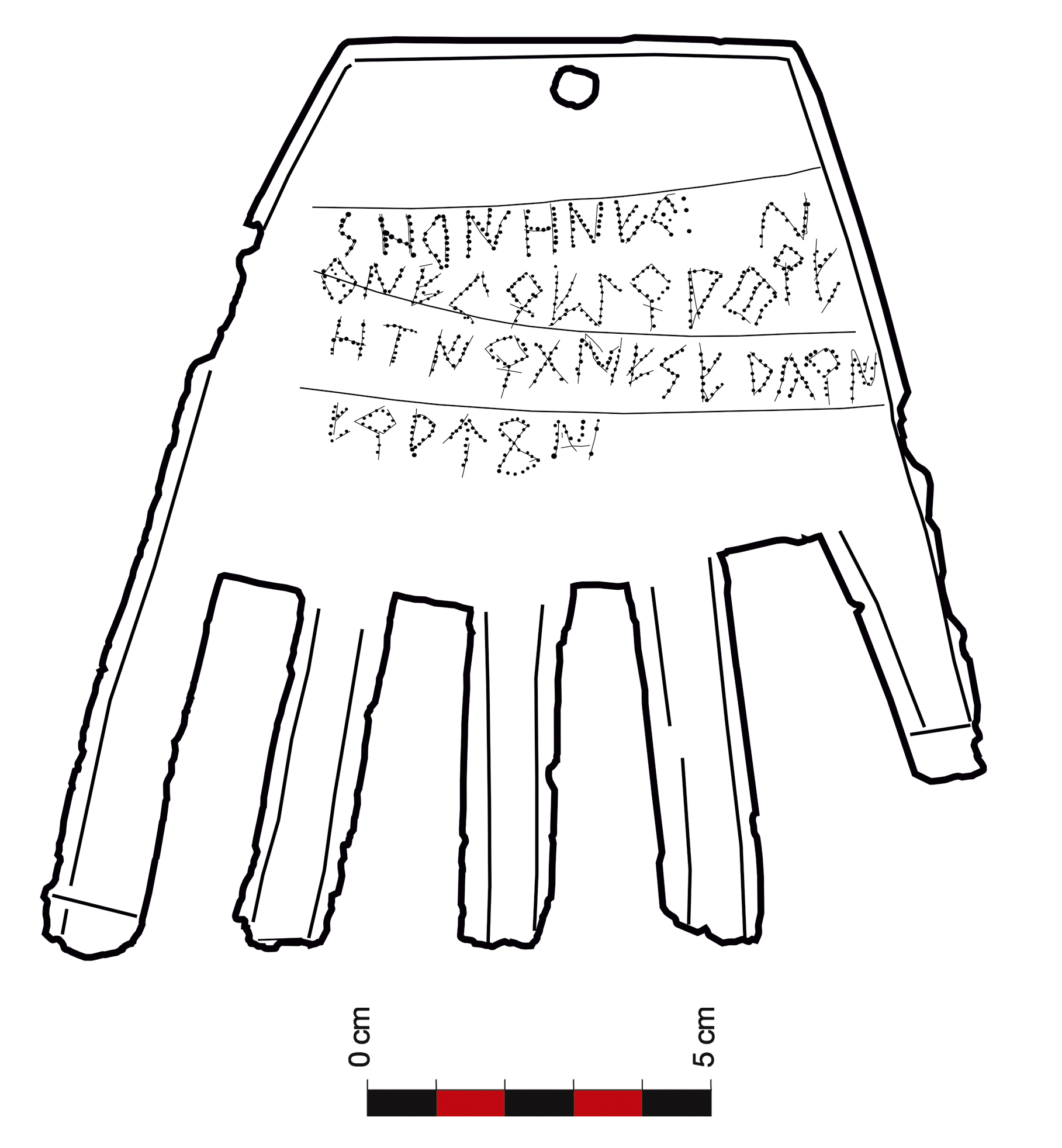

Артефакт представляет собой пластину в форме кисти правой руки. Её размеры составляют 143,1 миллиметра в высоту, 1,09 миллиметра в толщину, 127,9 миллиметра в ширину. Пластина весит 35,9 грамма. Она вырезана из бронзового листа, патина которого содержит 53,19 % олова, 40,87 % меди и 2,16 % свинца, что характерно для древних сплавов.
Надпись состоит из четырёх строк и пяти слов (в сумме около 40 знаков). Со стороны ладони пластина гладкая, а с тыльной имеет проработанные ногти, хотя на безымянном, среднем и указательном пальцах ногти не сохранились. Возле запястья имеется отверстие диаметром 6,51 миллиметров — вероятно, оно было сделано для того, чтобы вешать пластину на стену дома. Реставраторы пришли к выводу, что гвоздь или другое приспособление, которым пластину прикрепляли к стене, не было железным, так как в отверстии нет следов ржавчины.

## Дешифровка

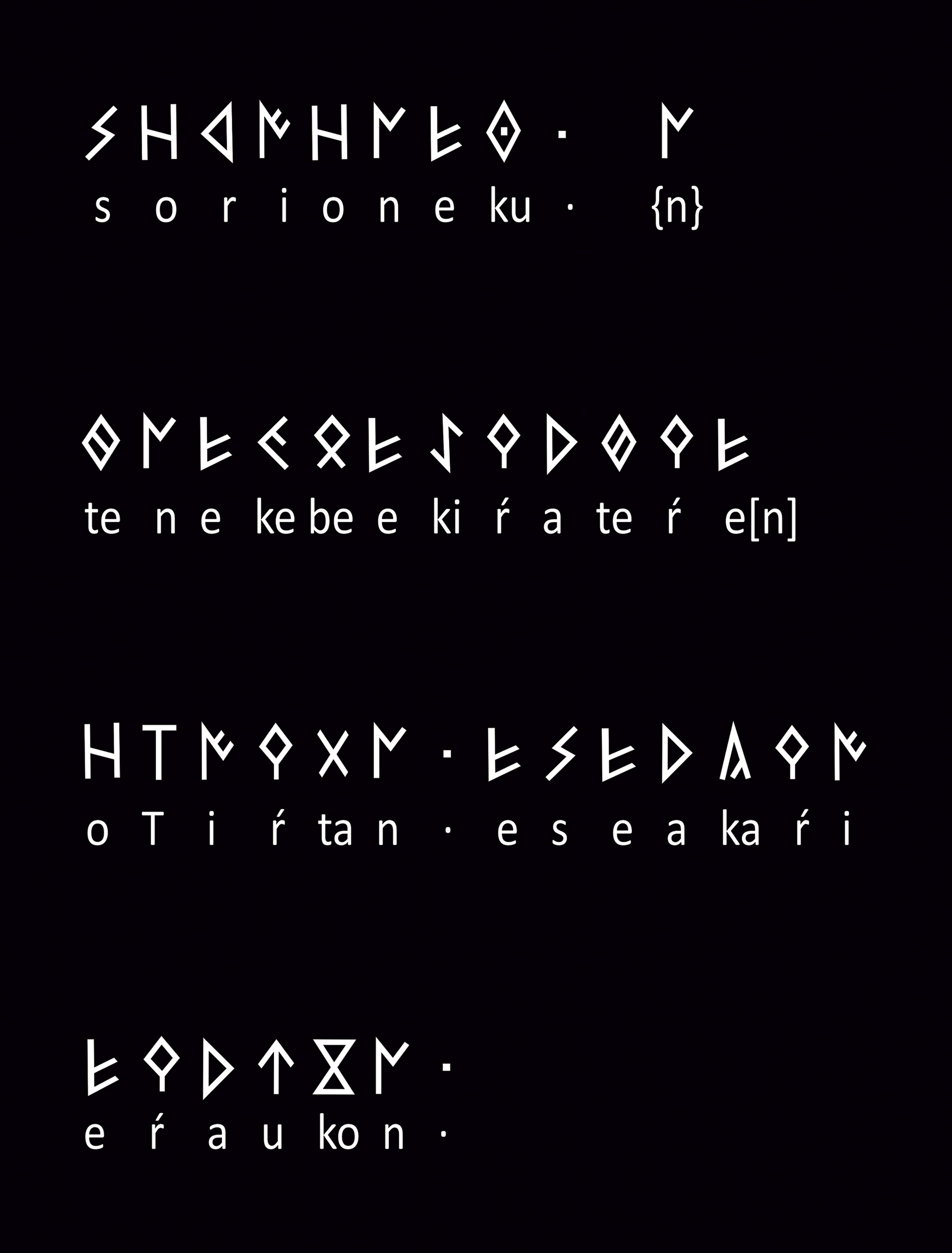
Транскрипция палеоиспанских символов латинским алфавитом

Транскрипция символов на поверхности артефакта дала возможность перевести первое слово из-за сходства с современным баскским языком. Это слово транскрибируется как sorioneku и соответствует современному zorioneko, что обозначает «удачу» или «доброе предзнаменование». Остальной текст до сих пор не расшифрован, хотя исследователи предполагают, что в тексте содержатся отрицание es (ez в современном баскском) и, возможно, форма, связанная с глаголом egin (делать).
Таким образом, это слово стало первым известным памятником протобаскского языка и одним из немногих, где надпись на протобаскском сделана палеоиспанским письмом. Более поздние надписи, обнаруженные на территории Страны Басков и Аквитании, выполнены латиницей и преимущественно на латинском языке либо состоят по большей части из имён собственных. Кроме того, в надписи присутствуют модификации палеоиспанского письма для передачи протобаскских звуков.
По мнению лингвистов Бланки Урхель и Борхи Аристимуньо, оснований для того, чтобы с уверенностью утверждать, что sorioneku — не имя собственное, до сих пор недостаточно, так как в аквитанских личных именах часто встречались компоненты sori и on.
По первоначальной версии исследователей, рука из Ирулеги являлась частью шлема. В настоящее время учёные предполагают, что она использовалась как оберег на удачу, помещаемый у входа в дом.

## В культуре
Артефакт входит в число 10 наиболее значительных археологических находок 2022 года по версии HeritageDaily.
29 декабря 2022 года правительство Наварры предоставило возможность всем желающим увидеть руку из Ирулеги в планетарии Памплоны. Экспонат демонстрировался с 16:30 до 20:00, и за это время планетарий посетили более шести тысяч человек.
| - Рука из Ирулеги в планетарии Памплоны - Рука из Ирулеги в планетарии Памплоны, вид сбоку - Очередь в планетарий Памплоны 29 декабря 2022 года |

Рука из Ирулеги изображена на обложке 2801 номера еженедельного журнала Argia (20 ноября 2022).
С момента, когда об обнаружении руки из Ирулеги было объявлено официально, она стала объектом мемов на баскском языке, а хештег #sorioneku распространился среди баскоязычных пользователей Твиттера. Кроме того, в продаже появилась одежда и аксессуары с изображением руки из Ирулеги или надписью sorioneku и было зафиксировано четырнадцать попыток регистрации товарного знака, одну из которых предприняло Научное общество Арансади. В ноябре 2023 года Испанское ведомство по патентам и товарным знакам постановило, что слова Irulegiko Eskua и sorioneku не могут быть зарегистрированы в качестве коммерческих наименований.
В декабре 2022 года слово zorioneko (современное написание sorioneku) было признано словом года по версии Эускальцайнции и лексикографического центра UZEI.